# Мукаддес Налбант
Мукаддес Юсуф Налбант е български политик, заместник-председател на XLV народно събрание, XLVI народно събрание и XLVII народно събрание.

## Биография
Родена е на 15 март 1958 г. в Момчилград, Народна република България.
Завършва специалност „Философия“ в Софийски университет ”Св. Климент Охридски” и докторантура по история на философията с право на защита.
Дългогодишен преподавател, през 2005 г. става заместник-министър на образованието и науката в правителството на Сергей Станишев. Заема поста до 2009 г., когато приключва мандатът.
На местните избори през 2015 г. е кандидат за общински съветник от ДПС в София.
На парламентарните избори през април 2021 г., през юли 2021 г. и ноември 2021 г. е избирана за депутат от листата на ДПС в Кърджали. Избирана за заместник-председател на XLV народно събрание, XLVI народно събрание и XLVII народно събрание.
Има дъщеря и син.